# Rampton (Cambridgeshire)
Rampton – wieś i civil parish w Anglii, w Cambridgeshire, w dystrykcie South Cambridgeshire. W 2011 civil parish liczyła 448 mieszkańców. Rampton jest wspomniana w Domesday Book (1086) jako Rantone.